# Крайцери проект 1134
Ракетни крайцери проект 1134 (шифър „Беркут“, главен кораб на проекта – „Адмирал Зозуля“, обозначение на НАТО: „Kresta I class“) са тип ракетни крайцери на Военноморския флот на СССР. До 1966 г. се класифицират като кораби за ПВО-ПЛО, от 1966 до 1977 г. всичките четири построени крайцера от проекта според съветската военноморска класификация се отнасят към подкласа на големите противолодъчни кораби, по-късно всички те са преведени в подкласа на ракетните крайцери. Всички ракетни крайцери от серията са изключени от състава на ВМФ в периода 1989 – 1994 г.

## История на проекта

### Тактико-техническо задание
На прага на 1950-те – 1960-те години главната задача на съветския флот е прекъсването на океанските и морските комуникации на противника. Според вижданията на военно-политическото ръководство на СССР, успехът в тази борба може да се постигне с действия на подводни лодки и морска ракетна авиация, които са определени като главни сили на Военноморския флот на СССР. Действията на бойните надводни кораби трябва да подсигуряват само главните сили в океанската и морската зони. През втората половина на 1950-те години за противостояние над леките сили на противника, създаващи заплаха за разгърнатите на комуникациите на противника съветски подводни лодки, започва строителството на ракетните кораби от проекта 58 (по-късно преведени в подкласа на ракетните крайцери). Като главно въоръжение тези кораби получават противокорабни ракети. Малко по-късно от корабите на проекта 58 започва строителството на първите в света серийни кораби с газотурбинна установка – големите противолодъчни кораби от проекта 61, предназначението на които е осигуряване на ПВО и ПЛО. Скоро се появява идеята за съвместяване в един корпус на достойнствата на ракетния крайцер от проекта 58 и на големия противолодъчен кораб от проекта 61. Към разработката на такъв универсален кораб ЦКБ-53 пристъпва още преди да е дошла поръчката на ВМФ. Към 1961 г. е изпълнена проектната предварителна работа – проектът 61К. През декември на същата година от Главното управление по корабостроене на ВМФ постъпва тактико-техническо задание за създаване на кораб за следните цели:
1. Осигуряване на бойните действия на подводните лодки;
2. Защита на собствените морски комуникации от въздушните, надводните и подводните сили на противника;
3. Осигуряване на корабите с ПЛО, действащи в отдалечените райони на Световния океан.

Макар че през 1960 г. на първото си бойно патрулиране да излиза първата американска ПЛАРБ със стратегическо ядрено оръжие – балистичните ракети „Поларис“ – на борда, тактико-техническото задание не предвижда все още борба с американските ПЛАРБ, а за главна заплаха по морските направления, както и преди, се смятат самолетоносачите. Възможността да действат против самолетоносачите на противника и неговите сили от съпровождането е една от бойните задачи на новия кораб. Друга задача е защитата на морските комуникации на СССР, по които даже в мирно време съветските морски съдове понякога са били пленявани от морските сили на неприятелски държави. Всички тези условия предопределят номенклатурата на въоръженията на новия проект, обозначаваща многоцелевата употреба на кораба.

### Технически проект
На 30 декември 1961 г. ЦК на КПСС и Съветът на Министрите на СССР приемат постановление № 1180 – 510, което става основа за разработката на новия проект – 1134 – в конструкторското бюро ЦКБ-53. Главен конструктор е В. Ф. Аникиев. Заместници на главния конструктор са Ю. А. Бабич, М. С. Натус и В. Д. Рубцов, главен наблюдаващ от страна на ВМФ е капитан 2-ри ранг А. А. Майоров, по-късно сменен от капитан 2 ранг О. Т. Сафронов.
Разработката на новия проект за кораб за ПВО-ПЛО е поръчано от Главното управление по корабостроене направо от етапа на технически проект, без ескизен проект. За основа на техническия проект е взет корпусът на ракетния крайцер от проекта 58. Но в процеса на проектирането става ясно, че конструкторите няма да успеят да се вместят в габаритите на корпуса на ракетния крайцер поради рязкото увеличаване в теглото и заеманите обеми от новите комплекси въоръжение, а също и поради изискваното от тактико-техническото задание по увеличаване на далечината на плаване до 5000 морски мили. В крайна сметка конструкторите правят мащабно увеличаване на размерите на корпуса на „Беркут“ при съхраняване на теоретичния чертеж и обводите на проекта 58. Главните размери на кораба при това са ограничени от размерите на закрития елинг на ленинградския корабостроителен завод № 190 „А. А. Жданов“, на който се планира да се води строителството на серията. В процеса на проектирането е определена още една задача за кораба: охрана на строящите се противолодъчни крайцери от проекта 1123 („Москва“, „Ленинград“), но тези планове не са осъществени.
Разработката на техническия проект се води от декември 1961 до средата на 1962 г. В процеса на разработката му се предполага да се въоръжат корабите от проекта с перспективния универсален ЗРК М-11 „Шторм“ разработка на ВНИИ „Алтаир“ (Министерство на корабостроителната промишленост), МКБ „Факел“ (Министерство на авиационната промишленост) и конструкторското бюро на завод „Болшевик“ (Министерство на отбранителната промишленост). ЗРК трябва да е готов към 1965 г. Утвърждаването на техническия проект се състои през януари 1963 г., като при това съставът на въоръжението е изменен по следния образ. В състава на противолодъчното въоръжение ХАС „Титан“ е заменена с по-съвършената ХАС „Титан-2“, но поради задържане на нейната готовност, на корабите е поставена ХАС „Титан“. Поради неготовността на ЗРК М-11 „Шторм“ (приемането му на въоръжение се състои едва през 1969 г.) проектът е преработен за вече намиращия се в серийно въоръжение – ЗРК „Волна“. Замяната на ЗРК не води до нарастване на ефективността на ПВО на кораба, макар при това боекомплектът от ЗУР В-600 да е увеличен до 64 (16 при проекта 58, 32 при проекта 61). Ударният противокорабен комплекс се състои от две сдвоени неподвижни пускови установки КТ-35 с четири ракети 4К-44, без резервен боекомплект. Сравнението на противолодъчното въоръжение с аналогичното въоръжение на предходния тип ГПК – проектът 61 – позволява да се отбележи, че при еднакъв състав на хидроакустичните средства и бомбометните установки, проектът 1134 има по-силно торпедно въоръжение (два петтръбни торпедни апарата вместо един): в противолодъчно отношение проектът 1134 е малко по-силен от предшественика, за сметка на това обладава двойно по-силно ПВО и ударен противокорабен комплекс, а освен това за първи път в съветското военно корабостроене получава и корабен вертолет с постоянно базиране заедно с пълноценни средства за авиационно-техническо обслужване.

## История на строителството

### Строителство
Строителството на корабите от проекта 1134 е разгърнато на корабостроителния завод „А. А. Жданов“ в Ленинград от 1964 до 1969 г. Главни строители на кораба са Д. Б. Афанасиев, Г. В. Филатов. Отговорни по предаването – М. И. Шрамко, А. Г. Булгаков, Ю. А. Болшаков, В. И. Чупрунов. Началник на групата техническа поддръжка от страна на ЦКБ-53 е В. Б. Иродов.
Технологията за построяването на корабите от проекта 1134 повтаря технологията за постройка на корабите от проекта 58. Корпусът на кораба е изцяло сваръчен и е разбит на големи пръстеновидни блокове, състоящи се от секции. Заваръчните и газорезните работи са опростени и автоматизирани. Във връзка с нарасналата водоизместимост на кораба, корпусът се спуска на вода в по-малка степен на готовност и цяла поредица от монтажни работи са усложнени поради необходимостта от провеждането им на вода. Увеличението на дебелината на листовете от обшивката и размерите на профилите в редица конструкции води до намаляване на размерите на секциите и увеличава стойността и продължителността на сглобяването им. Разчетната стойност на главния кораб съставлява около 32 млн. руби, на третия – около 26 млн. рубли.
Всичко са планирани за построяване десет големи противолодъчни кораба от проекта 1134, но в крайна сметка поръчителят – флота – се ограничава до четири единици с едновременното преработване на проекта в първия специализиран проект за голям противолодъчен кораб, който получава обозначение ГПК проект 1134-А. През 1968 г. главният строител на главния кораб, Г. В. Филатов и отговорникът по предаването на ГЕУ (механик по предаването) И. М. Прудов, са удостоени с Държавната премия на СССР.
| „Адмирал Зозуля“    | С-791 | 26 юли 1964      | 17 октомври 1965 | 5 октомври 1967   | 8 октомври 1967   | 5 юли 1994       |
| „Владивосток“       | С-792 | 24 декември 1964 | 1 август 1966    | 1 август 1968     | 1 август 1969     | 1 януари 1991    |
| „Вицеадмирал Дрозд“ | С-793 | 16 юни 1965      | 26 октомври 1965 | 18 ноември 1966   | 27 декември 1968  | 1 юли 1990       |
| „Севастопол“        | С-794 | 8 юни 1966       | 28 април 1967    | 25 септември 1969 | 25 септември 1969 | 15 декември 1989 |

### Изпитания
Изпитанията на главния кораб на серията – „Адмирал Зозуля“ – започват в Балтийско море през февруари 1967 г. За периода на изпитанията, завършили още през октомври 1968 г., в Бяло море корабът изминава 15 615 морски мили за 995 ходови часа. На изпитанията се проверяват ходовите качества на кораба, непотопимостта и живучестта. Провеждат се стрелби със ЗРК „Волна-М“ по парашутни мишени, по-голям корабен щит и по имитиращи цели, артилерийски стрелби по въздушен конус (на дистанция 2000 м) и по буксируем морски щит (на дистанция 3000 м). Торпедното оръжие се проверява с единична стрелба (едно торпедо) по подводна лодка от проекта 613, плаваща на скорост шест възела на дистанция 20 кабелтови (3,7 км). Стрелби от реактивно-бомбовите установки РБУ-1000 и РБУ-6000 се провеждат с пълни залпове по щит с хидроакустичен отражател. Програмата на изпитанията на корабния вертолет се отличава с мащабност: полетите се провеждат и денем, и нощем, излитанията и кацанията се осъществяват на стоп и на ход, в спокойна вода и при люлеене, при различни курсови ъгли. Вертолетът отработва торпедо- и бомбомятане, поставяне на радиохидроакустичен буй, провежда се проверка на системите за свръзка и управление, авиатехническото оборудване и системите за осигуряване на базирането на вертолета. Стрелби с противокорабните ракети П-35 се провеждат в полигоните за бойна подготовка в Бяло море на максималната (198,2 км) и на минималната (29,8 км) далечини с единични ракети (в телеметричен вариант) и в двуракетни залпове от установките по двата борда по мишени. Всичко според резултатите на изпитанията на главния кораб, са приети на въоръжение 20 главни образци въоръжение, механизми и оборудване. Самите изпитания са оценени като успешни. Сходни изпитания преминават и другите кораби.

## Конструкция

### Корпус, надстройки и общо разположение

#### Общо разположение
Архитектурният тип на кораба е дългопалубен, полубачен, с неголям подем на палубата към форщевена, с развита централна надстройка и с полетна площадка за вертолета и хангар на кърмата. С цел обезпечение на благоприятни ъгли на обзор и обстрел на оръжията и въоръжението на димоизпускателните устройства на двете машинно-котелни отделения конструкторите свеждат в един кулоподобен мачта-комин, на който са поместени основните антенни постове на радиоелектронното въоръжение. Силуетът на кораба е намален спрямо прототипа, тъй като димоходите и част от надстройките са обединени в една кулоподобна фокмачта, благодарение на това той не изглежда грамаден. Фокмачтата заема доминиращо положение в силуета на кораба.

#### Корабостроителни елементи
Основните корабостроителни елементи са:
- Проектна водоизместимост – 5140 т;[4]
- Стандартна водоизместимост – 5335 – 5375 т;[4]
- Нормална водоизместимост – 6265 т;[4]
- Пълна водоизместимост – 7125 – 7160 т;[4]
- Дължина максимална / по конструктивната водолиния, м – 156,1 – 156,2 / 148 м;[4]
- Ширина максимална / по конструктивната водолиния, м – 16,74 – 16,8 / 16,2 м;[4]
- Газене средно / при пълна водоизместимост, м – 5,18 – 5,67 / 5,86 – 6,3;[4]
- Обща височина на рангоута от основната плоскост, м – 39,8;[4]
- Коефициент на пълнота – 0,5.[4]

#### Корпус
Корабите на проекта имат мореходен корпус, обводите на който по много повтарят корпуса на ескадрените миноносци от проект 56 и копират успешният корпус на ракетните крайцери от проекта 58 с увеличени размери. Корпусът се състои от 300 шпангоута и се набира по надлъжната система с практическа шпация, по цялата дължина, от 500 мм, той е изцяло заварен, от безникелови стомани марки М-35 и М-40 с дебелина на обшивката 8 – 14 мм. Петнадесет главни водонепроницаеми прегради разделят корпуса на шестнадесет водонепроницаеми отсека. На кораба има три палуби (горна, палуба на бака, долна) и три платформи (I, II и III, номерация от горе надолу). По цялата дължина на кораба върви двойно дъно с отвор за подемно-спускателното устройство ПОУ-16 за хидроакустичната станция МГ-312 „Титан-1“ (между 76 и 88 шпангоут).
На горната палуба са поместени общ флагмански команден пункт, главен команден пункт и боен информационен пост, оборудван със системата за първична обработка на информацията „Планшет-1134“ и система за взаимен обмен на информацията „Море-У“. На 1-та платформа се намира носовото машинно-котелно отделение (МКО) с два котела и главния турбозъбчат агрегат (ГТЗА) на дясната валолиния, отделението на спомагателния котел и успокоителите на люлеенето, кърмовото МКО с два котела и ГТЗА на лявата валолиния (114 – 198 шпангоут). В района на форщевена са поместени датчиците на станцията за откриване на подводници по топлинна следа МИ-110К (контактна подкилна) и МИ-110Р (въздушна). В носовата част на кораба, перпендикулярно на диаметралната плоскост и паралелно една на друга се намира двойка установки РБУ-6000, разделени със специален екран за осигуряване на взаимната им защита от пламъка на стартиращите реактивни бомби. Носовата пускова установка ЗИФ-102 за ЗРК „Волна“ се намира назад към кърмата пред ходовата рубка.
| Маса на натоварването, % (при стандартна водоизместимост – 5340 т) | Маса на натоварването, % (при стандартна водоизместимост – 5340 т) | Маса на натоварването, % (при стандартна водоизместимост – 5340 т) | Маса на натоварването, % (при стандартна водоизместимост – 5340 т) | Маса на натоварването, % (при стандартна водоизместимост – 5340 т) | Маса на натоварването, % (при стандартна водоизместимост – 5340 т) | Маса на натоварването, % (при стандартна водоизместимост – 5340 т) | Маса на натоварването, % (при стандартна водоизместимост – 5340 т) |
| Корпус                                                             | Полезно натоварване                                                | Механическа установка                                              | Електрооборудване                                                  | Системи                                                            | Течни товари                                                       | Снабдяване и екипаж                                                | Гориво, вода, масло (от пълната водоизместимост)                   |
| ------------------------------------------------------------------ | ------------------------------------------------------------------ | ------------------------------------------------------------------ | ------------------------------------------------------------------ | ------------------------------------------------------------------ | ------------------------------------------------------------------ | ------------------------------------------------------------------ | ------------------------------------------------------------------ |
| 52,2                                                               | 16,7                                                               | 15,2                                                               | 4,2                                                                | 5,5                                                                | 2,4                                                                | 3,8                                                                | 33,4                                                               |

#### Надстройка
Надстройката е направена от алуминиево-магнезиеви сплави.
Под носовата ракетна пускова установка за ЗРК „Волна“ се намира погреб за зенитните управляеми ракети (ЗУР). На ходовия мостик се намират ходовата рубка, рубката на сигналчика и походната каюта на командира, над тях е носовият антенен пост на радиолокационната станция „Ятаган“. Под крилата на ходовия мостик, побордно от надстройката, се намират сдвоените пускови установки КТ-35 за противокорабните ракети П-35.
Конструкцията на фокмачтата (пирамидална, четиригранна) е избрана с цел поместването на нея на голям брой радиолокационни антени и големи масогабаритни антенни постове, а вътре нея – на високочестотните блокове на системите за управление на крилатите ракети (КР), което позволява максималното приближаване на тези блоково до антените и осигуряването на честотата на вибрациите и ъгловите премествания на фундаментите на антените. На предната повърхност на фокмачтата са монтирани антените на РЛС за СПУРС „Бином-1134“, на върха (топа) на мачтата се намира антената на РЛС за общ контрол на обстановката МР-310 „Ангара“, съвместена с РЛС за запитващата система за национално опознаване „Никель-КМ“. Фокмачтата е стикована с комина. На върха на комина е поместена антената за РЛС МР-500, също съвместена с РЛС „Никель-КМ“. Вътре в мачто-комина, на палубата на надстройката, се намира каюткомпанията на офицерите, побордно от нея са разположени: отляво – работния катер, отдясно – командирският. На 1-вия и 2-рия етаж – каютите за офицерите. Горните нива са предназначени за бойните постове на РЛС с различно предназначение. В надстройката на палубата на полубака около погреба за ЗУР (50 – 70 шпангоут) са разположени битовите помещения за екипажа, носовият химически пост, постът на носовата аварийна партия, корабната лавка, постът за управление на ЗИФ-121. Нататък към кърмата са офицерски каюти, секретната канцелария, радиоприемният пост, вентилаторните, постът на радиоразузнаването и радиосмущенията. По левия борд се намират каюткомпанията на главните старшини, по десни – каютите за главните старшини. Рубката на дежурния по кораб се намира в надстройката по десния борд между 214 и 218 шпангоут (на някои от корабите рубката на дежурния е разширена за сметка на склада на БЧ-5).
Зад комина, по бордовете от надстройките на палубата на полубака, са поместени торпедните апарати ПТА-53-1134, а на задната част на комина, на специален мостик на 2-рия етаж побордно, се намират антенните постове за РЛС МР-103 „Барс“ за управление на огъня на 57-мм АУ АК-725. Близо към кърмата се разполагат и самите 57-мм автомати, побордно от кърмовата надстройка са монтирани РЛС „Ятаган“, антенният пост на който се намира непосредствено на кърмовата надстройка. Нататък по кърмата на палубата на надстройката се намира кърмовата пускова установка на ЗРК „Волна“ с погреб (212 – 232 шпангоут), зад нея е вертолетният хангар и стартовият команден пункт на вертолета, долепен за лявата преграда на хангара. В района на вертолетния хангар, побордно, са монтирани двете установки на РБУ-1000. В кърмата на кораба, на горната палуба, се намира оборудваната полетна площадка за вертолета Ка-25.

### Енергетична установка

#### Главна енергетична установка
Главната енергетична установка (ГЕУ) на корабите проект 1134 е котлотурбинна, с маса 936 т, с четири високонапорни главни котли КВН 98/64 вертикално-водотръбен тип с естествена циркулация на водата, еднопосочен проток на газовете, вертикален триходов двуколекторен паропрегревател и воден серпентинен гладкотръбен икономайзер. Подаването на въздуха в котела се осъществява непосредствено в огнището от турбокомпресорен агрегат ТНА-3. Конструкцията на котлоагрегатите съответства на използваната в котлите на ракетните крайцери от проекта 58, но с други турбокомпресорни агрегат и по-висока паропроизводителност.
В състава на котлотурбинната установка влизат двата двукорпусни главни турбозъбчати агрегата ТВ-12 с турбини за ниско и високо налягане. В корпуса на турбините за ниско налягане е разположена турбината за заден ход. На пълен ход парата от турбините високо налягане през ресивер постъпва в турбината ниско налягане и после се отвежда в главния кондензатор. В състава на главния турбозъбчат агрегат влиза двуступенен редуктор, предаващ въртящият момент от двете турбини към валолиниите. Мощността на установката е 90 000 к.с. ГЕУ е разположена в две машинно-котелни отделения, с по два котлотурбинни агрегата, един главен турбозъбчат агрегат във всяко. Управлението на всеки от ешелоните на ГЕУ се осигурява от автоматичната система „Рион“.
| 2×45 000 | 300 | 98 | 64 кг/см², 470°C | 0,360 | 915 – 990 / 289 | 34,3 / 17,8 – 18,0 | 1676 – 2400 / 5000 – 5747 |

#### Двигателно-рулеви комплекс
На корабите има един полубалансирен рул, рулева машина РЕГ-8-3, апаратура за авторулевия „Албатрос-22-11“. Има два подвижни руля (активни успокоители на люлеенето) УК-134 с апаратура за управление на бордовите рули „Руль-63“. Движителният комплекс се състои от две линии на гребните валове със звукоизолиращи муфи, главни и спомагателни опорни лагери и два малошумни гребни четирилопастни бронзови винта.

#### Електроенергетична установка
Електроенергетичната установка се състои от два агрегата марка ТД-750 (ресурс за работа 25 000 ч) и четири агрегата АСДГ-500/1В със собствен двигател М-845 (моторесурс – 6000 ч). Отделни стояночни електрогенератори не са предвидени, обезпечението на кораба с електроенергия става от един ТД-750 ползващ пара от спомагателния котел. В корабната мрежа се използва трифазен променлив ток с напрежение 380 В с честота 50 Хц.

### Котвено устройство
Котвеното устройство се състои от две четиритонни котви на Хол, две котвени вериги калибър 46 мм с обща дължина по 300 м (12 парчета по 25 м) и тегло 14,25 т, а също две електрически котвено-швартовни шпила ШЭ-29. Максималната дълбочина на пускане на котвата е 100 м.

### Спомагателни системи и оборудване
С цел обезпечаване на кораба с пара на стоянка и подготвяне на ГЕУ за поход на кораба има спомагателна котелна установка КВВ-7,5/28 с паропроизводителност 7,5 т/ч. Възстановяването на утечките на захранващата вода и приготвянето на питейна и битова вода на кораба става чрез две опреснителни установки с производителност по 60 т на денонощие. Системите за климатизация имат четири машини със студопроизводителност 300 000 Ккал/ч.

### Корабни технически средства

#### Средства за свръзка
Комплексът за радиосвръзка на корабите проект 1134 се състои от средновълнов радиопредавател Р653, четири радиопредавателя Р-652 и Р-654, един средновълнов радиоприемник Р-677 и единадесет късовълнови радиоприемника (седем Р-675К; четири Р-678-Н) и девет приемо-предавателя от различни типове-770, Р-401КБ; апаратура за автоматично засекретяване, свръхбързодействие и апаратура за автоматична връзка.
На корабите от проекта има светосигнални прибори и прожектори: два МСНП-250М, два МСНП-125, два МСЛ-Л45/2. Също корабите са оборудвани с командирски и навигационни бинокулярни перископически визьори: два ВПБ-454 и два ВПБ-451М.

#### Химическо въоръжение
Противохимическата защита на корабите от проекта 1134 се достига чрез конструктивни и организационни мероприятия.
Конструктивните мероприятия се състоят от оборудване на кораба със средства за радиационен и химически контрол, средства за специална обработка и аерозолна маскировка, система за колективна противохимическа защита (КПХЗ), осигуряване на личния състав със средства за индивидуална защита.
В състава на апаратурата за радиационен контрол влизат:
1. Стационарни корабни дозиметрични установки КДУ-1Э (в периода на провеждането на средните ремонти са заменени с КДУ-4А и КДУ-5), осигуряващи засичането и измерването на нивата на радиация, определяне на ориентировъчното направление на външните източници на радиоактивно излъчване;
2. Преносими корабни бета-гама радиометри КРБГ-1 (по-късно – КДГ-1) в количество седем комплекта, с помощта на които се осъществява радиационното наблюдение и провеждането на радиационно разузнаване;
3. Корабни измерители на дозата КИД-6Г за контрол на радиоактивното облъчвне на личния състав (четири комплекта). Химическото наблюдение, разузнаване и контрол се осъществява с използването на автоматичния газоанализатор за фосфорорганични ОВ – АГФ-1М, войскови прибори за химическо разузнаване (ВПХР) и прибора за определяне на пълнотата на дегазация ППД-58.

Системата на колективната противохимична защита се състои от осем газозащитени контура, оборудвани с филтровентилационни установки с филтри ФП-200-57 (заменени по време на ремонтите с филтри ФПУ-200М), ПАФ-ГО и контролно-измерителни прибори – тягонапоромери. В системата на КПХЗ влизат всички основни командни пунктове, бойните постове, амбулаторията и лазарета.
За специална обработка на кораба представителите на проекта са оборудвани с универсална система за водна защита (УСВЗ) и ранцеви корабни дегазационни прибори РКДП (12 комплекта). Специалната обработка на заразените дрехи се осъществява в санитарно-химическия блок, където са поставени: дегазационно-дезинфекционната камера и пералните машини ССМ-25 и ССМ-50, които обикновено се използват за пране на спалното бельо и работните дрехи на личния състав в открито море.
Към средствата за аерозолна маскировка, предназначени за скриване на кораба от визуално-оптичното и оптикоелектронното наблюдение на противника, се отнасят морските димни шашки МДШ и МДШ-М (24 броя).

#### Катери, лодки, спасителни средства
Корабите от проекта са окомплектовани с: командирски катер от проект 1390, работен катер от проект 338ПК, шествеслов ял ЯЛП-6 и 25 спасителни сала ПСН-10.

### Корабни запаси
Пълният запас гориво за главните механизми съставлява 1690 т. Пълният запас питейна вода – 51,5 т, битова вода – 59,0 т, котелна вода – 40,0 т. Пълният запас керосин за ракетите – 5,0 т, запасът керосин за вертолета – 9,4 т.

### Екипаж и условия на обитаемост
Екипажът на кораба се състои от 312 (по други данни от 360) души, в т.ч. 30 офицера.

### Мореходност и маневрени характеристики
Корабите проект 1134 обладават неограничена мореходност. Използването на оръжията е възможно при вълнение на морето до пет бала без успокоителите на люлеене и до шест бала с включени успокоители. Началната напречна метацентрична височина при пълна водоизместимост съставлява 1,76 м. Непотопимостта на кораба гарантирано е осигурена при наводняване на три произволни съседни отсека.
Времето за пълното спиране на кораба от момента на подаване на команда „стоп“ на пълен преден ход съставлява 735 с, а иминаваното за това време разстояние е 18 дължини на кораба. Времето до пълното спиране от момента на команда „стоп“ на пълен заден ход съставлява 780 с, разстоянието е девет дължини на кораба. Времето за изпълнение на командата „полен заден ход“ на пълен преден ход съставлява 90 с, а изминатото за това време разстояние е две дължини на кораба. Диаметъра на циркулация на пълен преден ход при ъгъл на преместване на руля от 35° съставлява 4,6 дължини на кораба, при това максималният ъгъл на крена съставлява 9°.

## История на службата
От 11 септември 1969 до 10 февруари 1980 г. 3 ракетни крайцера от проекта носят службата си в Северния флот и 1 – в Тихоокеанския. Към момента на утилизация на първия кораб от проекта 2 ракетни крайцера носят служба в Тихоокеанския флот и по един в Северния и Балтийския флотове.
В хода на третата индо-пакистанска война група кораби на тихоокеанския флот на СССР, в състава на която влиза и БПК „Владивосток“ под командването на капитан 1-ви ранг А. Мамончиков, осигурява ненамесата на корабите на ВМС на САЩ в конфликта на страната на Пакистан.

## Оценка на проекта
| Сравнителни ТТХ на крайцери с управляемо ракетно оръжие построени в средата на 1960-те – 1970-те г. |                                      |                                      |                                                          |                                                      |                                       |                                                |                                                |
| Характеристики                                                                                      | „Белнап“                             | „Трукстън“                           | „Калифорния“                                             | „Вирджиния“                                          | „Виторио Венето“                      | „Каунти“                                       | „Бристъл“                                      |
| Брой кораби в серията                                                                               | 9                                    | 1                                    | 2                                                        | 4                                                    | 1                                     | 8                                              | 1                                              |
| Водоизместимост, стандартна/пълна, т                                                                | 6570/7890 или 7930                   | 8200/8927 или 9200                   | – /10 150                                                | – /11 000                                            | 7500 или 8000/8850                    | 5200/6200 или 6800                             | 5650/6750 или 7700                             |
| Главни размери, м (максимални)                                                                      | 166,7×16,7×8,7                       | 171,9×17,7×9,4                       | 181,7×18,6×6,3                                           | 178,3×19,2×6,4                                       | 179,6×19,4×5,2                        | 158,7×16,5×6,1                                 | 154,5×16,8×6,9                                 |
| Енергетична установка                                                                               | Паротурбинна, 85 000 к.с.            | Ядрена, 60 000 к.с.                  | Ядрена, 60 000 к.с.                                      | Ядрена, 60 000 к.с.                                  | Паротурбинна, 73 000 к.с.             | Паро/газотурбинна, 30 000 +30 000 к.с.         | Паро/газотурбинна, 30 000 +44 000 к.с.         |
| Максимална скорост, възела                                                                          | 34                                   | 30                                   | 30                                                       | 30                                                   | 32                                    | 30                                             | 30 – 32                                        |
| Далечина на плаване (в морски мили) на скорост, възела                                              | 8000/20                              | 400 000/20                           | Практически неограничена                                 | Практически неограничена                             | 6000/20                               | 3500/28                                        | 5000/18                                        |
| Ракетно въоръжение, брой пускови установки × брой направляващи (брой ракети)                        | ЗРК Terrier/ПЛРК ASROC – 1x2 (40/20) | ЗРК Terrier/ПЛРК ASROC – 1x2 (40/20) | ЗРК Tartar – 1x2 (40 Standart MR), ПЛРК ASROC – 1х8 (24) | ЗРК Tartar/ПЛРК ASROC – 2x2 (66 Standart MR и ASROC) | ЗРК Terrier/ ПЛРК ASROC – 1x2 (40/20) | ЗРК Sea slug – 1x2 (30), ЗРК Seacat – 2х4 (32) | ЗРК Sea Dart – 1x2 (40), ПЛРК Ikara – 1х1 (32) |
| Артилерийско въоръжение                                                                             | 1х1 – 127-мм/54, 2х1 – 76-мм/50      | 1х1 – 127-мм/54, 2х1 – 76-мм/50      | 2х1 – 127-мм/54                                          | 2х1 – 127-мм/54                                      | 8х1 – 76-мм/62                        | 2х2 – 114-мм/45, 2 х1 – 20-мм                  | 1х1 – 114-мм/55                                |
| Торпедно въоръжение                                                                                 | 2х2 – 533-мм ТА, 2х3 – 324-мм ТА     | 2х2 – 533-мм ТА, 2х3 – 324-мм ТА     | 2х3 – 324-мм ТА                                          | 2х3 – 324-мм ТА                                      | 2х3 – 324-мм ТА                       | Няма                                           | Няма, бомбомет Limbo                           |
| Авиационно въоръжение                                                                               | Няма                                 | Няма                                 | Само ПП                                                  | 1 вертолет                                           | 6 – 9 вертолета                       | 1 вертолет                                     | Няма                                           |
| Екипаж                                                                                              | 388 – 395                            | 479 – 490)                           | 533 – 550                                                | 519                                                  | 550                                   | 440 – 471                                      | 407 – 433                                      |